# Hithlum
Dans l'œuvre de J. R. R. Tolkien, Hithlum, le Pays de la Brume, est le nom sindarin donné à une région de la Terre du Milieu, au nord-ouest du Beleriand. L'équivalent quenya en était Hísilómë.
Hithlum était délimité par la chaîne de l'Ered Wethrin, qui le séparait d'Ard-galen à l'est et du Beleriand proprement dit au sud, et par la chaîne de l'Ered Lómin, qui le séparait des régions de Nevrast au sud-ouest et de Lammoth à l'ouest, au bord de la Grande Mer. Au sud de Hithlum, un contrefort de l'Ered Wethrin séparait les deux sous-régions de Mithrim, autour du grand lac du même nom, et Dor-lómin. Ouvert aux vents du nord, Hithlum était de climat frais, avec des hivers froids.
Hithlum fut d'abord habité par des Elfes Gris installés autour du lac Mithrim, rejoints après le retour des Ñoldor en Terre du Milieu par les gens de Fingolfin. Hithlum demeura une pièce maîtresse de la lutte contre Morgoth pendant la plus grande partie du Premier Âge, jusqu'aux Nírnaeth Arnoediad, la bataille des Larmes Innombrables, où périt une grande partie de sa population. Morgoth attribua alors la région aux Orientaux.
Hithlum fut submergé avec la majeure partie du Beleriand à la fin du Premier Âge à la suite de la Guerre de la Grande Colère.

## Dor-lómin
La région de Dor-lómin (« Pays des échos » en sindarin) correspond au sud-ouest de l'Hithlum. Longtemps gouvernée par Fingon sous l'autorité de son père Fingolfin, elle est par la suite offerte à la Maison de Hador. Après les Nírnaeth Arnoediad, les Orientaux l'occupent et réduisent les femmes et enfants de la Maison de Hador en esclavage.